# Bill Christian
William David (Bil) Christian  (Warroad, 29 januari 1938) is een voormalig Amerikaans ijshockeyer. 
Christian won met de Amerikaanse ijshockeyploeg, met onder meer zijn broer Roger, tijdens de Olympische Winterspelen 1960 in eigen land de gouden medaille. Christian had een belangrijk aandeel door twee van de drie doelpunten te maken in de met de 3-2 gewonnen wedstrijd tegen de Sovjet-Unie. Dit was de eerste keer dat de Amerikaanse ploeg olympisch goud won bij het ijshockey. Tijdens dit toernooi maakte Christian twee doelpunten en elf assists in zeven wedstrijden.
Vier jaar later tijdens de Olympische Winterspelen 1964 in het Oostenrijkse Innsbruck eindigde Christian met zijn ploeggenoten als vijfde.
Christian zijn zoon Dave won tijdens de Olympische Winterspelen 1980 in Lake Placid de gouden medaille.